# Takaharu Furukawa
Takaharu Furukawa (jap. 古川高晴 Furukawa Takaharu; ur. 9 sierpnia 1984 roku w Aomori) – japoński łucznik, srebrny medalista Igrzysk w Londynie.